# Schnippenkopf
Le Schnippenkopf est une montagne culminant à 1 833 m d'altitude dans les Alpes d'Allgäu.
Il se situe dans la chaîne de montagne appelée Sonnenköpfe qui va du Gundkopf au nord jusqu'à l'Imberger Horn (de). Le Schnippenkopf est le plus au sud et le plus haut des sommets boisés. Il se prolonge avec l'Entschenkopf.
Son sommet est accessible par de simples sentiers.